# Doble imposición
Por doble imposición se entiende el hecho de que sobre una misma manifestación de riqueza incidan varios impuestos en un mismo periodo impositivo.
Pueden distinguirse dos categorías dentro de la doble imposición, la económica y jurídica. La primera se produce por la incidencia del poder tributario sobre una misma renta por impuestos de carácter similar pero en personas distintas. La doble imposición jurídica se da en aquellos casos en que se grava un mismo sujeto pasivo por una misma renta por impuestos similares.

## Doble imposición económica
La doble imposición económica se pone de manifiesto cuando una misma renta está sujeta a más de un gravamen, aunque sea en personas distintas. Se pone de relieve, de manera destacada, en el ámbito del impuesto sobre sociedades, con la imposición consecutiva de los beneficios en un sociedad, y de los dividendos recibidos por su accionista, ya que los beneficios de las sociedades son gravados primero como tales beneficios y posteriormente, cuando son objeto de reparto en forma de dividendos, al constituir una renta del perceptor de dichos dividendos.
Los mecanismos utilizados por el legislador para resolver esta situación pueden ser diversos:
- Método de integración entre impuesto sobre sociedades e impuesto sobre la renta, resulta muy inviable en la realidad económica actual, sobre todo para las grandes sociedades.[1]
  - Integración total mediante la inclusión de la totalidad de las rentas societarias en la base del impuesto sobre la renta de personas físicas, implica la desaparición del impuesto sobre sociedades.
  - Mediante la transparencia fiscal, en el que la imposición sobre sociedades sigue existiendo aunque sea como vía de control.
- Método de la deducción en la base imponible del pagador de los dividendos pagados.[1]
- Sistema de tipo impositivo doble en las sociedades para los beneficios no distribuidos y distribuidos, que gozan de un tipo impositivo menor.[1]
- Sistema de exención en el impuesto del perceptor de los dividendos.[1]
- Sistema de crédito al impuesto que implica la inclusión de los dividendos en la base del impuesto del perceptor y deducción en la cuota del impuesto pagado correspondiente.[1]

## Doble imposición jurídica
La doble imposición jurídica se produce en aquellos casos en que se grava a un mismo sujeto pasivo por una misma renta por impuestos similares. Se puede distinguir la doble imposición interna y la doble imposición internacional.
La doble imposición jurídica conlleva aspectos negativos, tanto para exportadores de capital como para los receptores de esas inversiones, genera una carga fiscal inequitativa para el inversor, ya que su operación puede ser gravada dos veces, obstaculiza las inversiones, finalmente, se pierde neutralidad y eficiencia de la imposición internacional en la localización de los factores de producción.[cita requerida]

### Doble imposición internacional
La doble imposición internacional se produce cuando un contribuyente es a la vez residente a efectos fiscales en dos países. Los países pueden definir el concepto de residencia fiscal de forma dispar, de manera que un sujeto puede ser residente en dos países a un tiempo. También puede surgir la doble imposición por el hecho que un estado someta al principio de residencia, mientras que otro estado utilice el criterio de gravar las rentas obtenidas en un territorio con independencia de la residencia fiscal del perceptor.
Las vías para resolver la doble imposición internacional pueden ser unilaterales, cuando una administración tributaria establece en su sistema impositivo los mecanismos para evitar la doble imposición sin tener en cuenta lo que legisla el resto de Estado, o bilaterales que se plasma en convenios de doble imposición firmados con cada país que tratan de resolver los casos de doble imposición que surjan en las relaciones económicas entre dos países.
Los mecanismos para eliminar la doble imposición jurídica pueden ser clasificados según su origen y esencia.

##### Desde el punto de vista de su origen
- Medidas unilaterales: Constan en la legislación interna de cada uno de los países. No tienen que ser negociadas, el estado tiene el control absoluto.
- Medidas convencionales: Adoptadas por medio de instrumentos internacionales. Estas medidas son el resultado de negociaciones entre los Estados. Estas pueden dividirse en:
  1. Medidas bilaterales: Constan en Convenios para evitar la doble imposición (CDI).
  2. Medidas multilaterales: Constan en acuerdos, tratados, o decisiones de organizaciones internacionales, como la CAN, la ONU, o la OCDE, a través de la concordancia de diferentes sistemas tributarios o de impuestos determinados.

##### Desde el punto de vista de su esencia (método adoptado)
- El método de exención: Opera sobre la base imponible (materia gravable).
  1. Simple o integral: Cuando el Estado de la residencia renuncia a cualquier tributación sobre las rentas percibidas por el contribuyente ya sometidas a imposición en el Estado de la fuente, sin tenerlas en cuenta a ningún efecto impositivo.[2]
  2. Progresivo calificado: Cuando el impuesto a la ganancia no es gravado, pero se considera con la renta obtenida en el país de residencia, para obtener una base imponible progresiva, aplicada a la totalidad de la renta (renta global). Es el más común en los convenios bilaterales y en el modelo de la OCDE. Consiste en una fórmula en la cual si bien el Estado de residencia declara las rentas exentas de tributación (como el caso de exención simple), sí las computa, sin embargo a los efectos de calcular el tipo medio resultante de la escala aplicable al resto de la renta o el patrimonio del sujeto pasivo.[2]
- El método del crédito fiscal o de imputación: Opera sobre impuestos por pagar o pagados.

Cuando la renta obtenida en el extranjero no está libre de gravamen en un primer momento en el estado de fuente y en un segundo momento en el estado de residencia, este último aplica el régimen impositivo sobre la totalidad de la renta del contribuyente, sin importar el origen de la misma. Este método sirve para eliminar los efectos de la doble imposición internacional, pero solo alivia la carga, ya que esa doble imposición no se destruye, ya que dos estados diferentes sobre un mismo contribuyente se yuxtaponen en el mismo hecho imponible. Finalmente el método de imputación es una deducción parcial del impuesto extranjero, y si este crédito en algún momento es superior al impuesto gravado, ese crédito solo se otorga hasta el monto del impuesto correspondiente.
1. Imputación íntegra (full credit): Conlleva a que el Estado de residencia reste todo el impuesto pagado en el Estado de la fuente.
2. Imputación ordinaria: Conlleva a una deducción parcial del impuesto extranjero, si éste fuera superior al que el Estado de residencia aplica a la misma renta, el descuento únicamente se otorga hasta el monto más bajo de los impuestos en concurso. La imputación de los impuestos foráneos nunca puede sobrepasar el nivel de impuesto que correspondería cancelar en el Estado de la residencia si la renta o el patrimonio obtenidos en el extranjero, fueran de origen nacional.